# Круузімяе-Кадапікуська сільська рада
Кру́узімяе-Ка́дапікуська сільська рада (ест. Kruusimäe-Kadapiku külanõukogu, рос. Круузимяе-Кадапикуский сельский совет) — сільська рада в Естонській РСР, адміністративно-територіальна одиниця в складі повіту Вірумаа (1945—1950) та Тапаського району (1950—1954).

## Населені пункти
Сільській раді підпорядковувалися населені пункти: селище Кадріна (Kadrina alevik) та села: Круузімяе-Кадапіку (Kruusimäe-Kadarpiku), Туулемяе (Tuulemäe), Віннімяе (Vinnimäe), Пярі (Päri), Лайте (Laite), (Ланте-)Сірґу ((Lante-)Sirgu), Тірбіку (Tirbiku), Гулья-Уускюла (Hulja-Uusküla), Гулья-Вяльятаґузе (Hulja-Väljataguse), Гулья (Hulja), Крійска (Kriiska), Орутаґузе (Orutaguse), Сауксе (Saukse), Гяр'яту (Гяр'яді) (Härjatu (Härjadi).

## Історія
13 вересня 1945 року на території волості Ундла у Віруському повіті утворена Круузімяе-Кадапікуська сільська рада з центром у селі Круузімяе-Кадапіку.
26 вересня 1950 року, після скасування в Естонській РСР повітового та волосного поділу, сільська рада ввійшла до складу новоутвореного Тапаського сільського району.
17 червня 1954 року в процесі укрупнення сільських рад Естонської РСР Круузімяе-Кадапікуська сільська рада ліквідована. Її територія склала східну частину новоутвореної Кадрінаської сільської ради.